# NHL 1943/1944
Sezóna 1943/1944 byla 27. sezonou NHL. Vítězem Stanley Cupu se stal tým Montreal Canadiens.

## Konečná tabulka základní části
| Tým                 | Z  | V  | P  | R | B  | VG  | IG  |
| ------------------- | -- | -- | -- | - | -- | --- | --- |
| Montreal Canadiens  | 50 | 38 | 5  | 7 | 83 | 234 | 109 |
| Detroit Red Wings   | 50 | 26 | 18 | 6 | 58 | 214 | 177 |
| Toronto Maple Leafs | 50 | 23 | 23 | 4 | 50 | 214 | 174 |
| Chicago Black Hawks | 50 | 22 | 23 | 5 | 49 | 178 | 187 |
| Boston Bruins       | 50 | 19 | 26 | 5 | 43 | 223 | 268 |
| New York Rangers    | 50 | 6  | 39 | 5 | 17 | 162 | 310 |

## Play off
|  | Semifinále | Semifinále          | Semifinále |  |  | Finále Stanley Cupu | Finále Stanley Cupu | Finále Stanley Cupu |
|  |            |                     |            |  |  |                     |                     |                     |
|  | 1          | Montreal Canadiens  | 4          |  |  |                     |                     |                     |
|  | 3          | Toronto Maple Leafs | 1          |  |  |                     |                     |                     |
|  |            |                     |            |  |  | 1                   | Montreal Canadiens  | 4                   |
|  |            |                     |            |  |  | 4                   | Chicago Black Hawks | 0                   |
|  | 2          | Detroit Red Wings   | 1          |  |  |                     |                     |                     |
|  | 4          | Chicago Black Hawks | 4          |  |  |                     |                     |                     |

## Ocenění
| O'Brien Cup:               | Chicago Black Hawks                      |
| Prince of Wales Trophy     | Montreal Canadiens                       |
| Calder Memorial Trophy:    | August 'Gus' Bodnar, Toronto Maple Leafs |
| Hart Memorial Trophy:      | Babe Pratt, Toronto Maple Leafs          |
| Lady Byng Memorial Trophy: | Clint Smith, Chicago Black Hawks         |
| Vezina Trophy:             | Bill Durnan, Montreal Canadiens          |